# 武者小路資世
武者小路資世（むしゃのこうじ すけよ、応永25年（1418年） - 延徳2年（1490年）6月12日)は、室町時代中期の公卿。

## 官歴
- 時期不明：蔵人頭、左中弁、正四位上
- 康正2年（1456年）：従三位、参議
- 長禄元年（1457年）：讃岐権守
- 寛正3年（1462年）：備後権守
- 寛正6年（1465年）：正三位
- 文正元年（1466年）：権中納言
- 文明4年（1472年）：従二位
- 文明6年（1474年）：権大納言
- 文明9年（1477年）：正二位
- 長享元年（1457年）：従一位、出家のため致仕

## 系譜
- 父：武者小路隆光
- 姉妹：足利政知室
- 子：武者小路縁光